# كرم أبو سالم
كرم أبو سالم أو كيرم شالوم كما تلفظ ((بالعبرية: כֶּרֶם שָׁלוֹם‏), "Vineyard of Peace") هي مستوطنة إسرائيلية تابعة للمجلس الإقليمي لأشكول على الحدود بين غزة وإسرائيل ومصر، وتشكل معبرًا حدوديًا استراتيجيًا في المنطقة تلتقي بمناطق ثلاث.

## تاريخها
تأسست المستوطنة عام 1967 بالقرب من منطقة الحدود الثلاثية على يد أعضاء هشومير حتصير. يتضمن اسمها كلمة شالوم حيث يعتقد الأعضاء أن الموقع سيلعب دورًا في إحلال السلام وإنهاء الصراع العربي الإسرائيلي.
ووصفتها صحيفة هآرتس بأنها "مجتمع صغير بأسلوب حياة مجتمعي علماني، يحتفل بالأعياد ويقيم الأمسيات الثقافية معًا ويلتزم بالمسؤولية المتبادلة الكاملة - في التعليم والثقافة والصحة والاقتصاد". وبحسب إيلان ريغيف مدير المجتمع، "فإن المستوطنة، التي تأسست عام 1967، انهارت في عام 1995، بعد مغادرة أعضائها، ولكن في عام 2001، أعيد تأسيسها".
عام 2011، كانت المستوطنة تضم 35 عضوًا ومرشحًا (عائلات وأفراد)، وحوالي 30 طفلاً وثمانية أعضاء في حركة شبابية قضوا سنة من الخدمة قبل الخدمة في الجيش الإسرائيلي. انضمت ثماني عائلات إلى المكان بعد عملية الرصاص المصبوب (الحرب على غزة عام 2008–2009)). بدأت المستوطنة حملة في عام 2011 لجذب سكان جدد، أطلق عليها اسم "الصهيونية 2011".
إن القرب من قطاع غزة، وتعرضها لهجمات بقذائف الهاون الفلسطينية وارتباطها باختطاف جلعاد شاليط، الذي حدث في مكان قريب منها، أدى إلى بذل الجهد من أجل زيادة عدد أعضائها. ووصفت المستوطنة بأنها "فريدة من نوعها في البلاد في منطقة تحدد في الواقع حدود الدولة، كما كانت في بداية الصهيونية، مع محاولة تشكيل مجتمع عادل ومتساوي". طلبت الحكومة الإسرائيلية من المستوطنة أن تملأ ما لا يقل عن 40% من 100 وحدة سكنية مخصصة خلال فترة زمنية محددة، الأمر الذي يتطلب 80 عضوًا ومرشحًا جديدًا. ويمكن للدولة أن تقلل من "وسائل الإنتاج من الأرض والمياه وما شابه ذلك" إذا لم يتم تلبية متطلباتها.
في مارس 2006، تم التعرف على فيروس أنفلونزا الطيور في حظائر الديك الرومي في منطقة كرم ابو سالم.

## السكان
المستوطنة تحتوي أكثر من 13 عائلة يهودية، فيما تحتوي المناطق المحيطة مثل المعبر على تجمعات ومعسكرات للجيش الإسرائيلي

## عمليات المقاومة الفلسطينية
نظراً لمكانها الاستراتيجي استغلتها المقاومة الفلسطينية في عدة عمليات لها، ففي عام 2006 قامت بعملية الوهم المتبدد في محيط معبر كرم أبو سالم وخطفت الجندي جلعاد شاليط واستبدلته حركة حماس بصفقة وفاء الأحرار بعد 5 سنوات بأسرى فلسطينيين
عام 2008 تعرضت المستوطنة للقصف بقذائف الهاون في هجوم وصف بأنه الأسوأ منذ فك الارتباط الإسرائيلي عن غزة. ورغم أن قذيفة هاون أصابت البنية التحتية للكهرباء، إلا أن العديد من العائلات أصرت على الاحتفال بعيد الفصح في قاعة الطعام في المستوطنة.
تعرضت المستوطنة لهجوم من قبل حماس في عام 2023. واشتبك فريق الدفاع المدني التابع له المكون من 10 أفراد مع مقاتلي حماس. وقُتل ما لا يقل عن 20 من مسلحي حماس واثنين من أعضاء فريق الدفاع المدني.

## المعبر
يقع معبر كرم أبو سالم أو كما يسميه الاحتلال معبر كرم شالوم غرب مستوطنة كيرم شالوم، ويعبر من خلال المعبر الوقود والركام والسلع، ويخضع لسلطة المعابر البرية التابعة التابعة لوزارة الدفاع الإسرائيلية (الجيش )